# Uprising (песня)
«Uprising» — сингл британской рок-группы Muse из пятого альбома The Resistance.
Ожидалось, что первым синглом с альбома станет «United States of Eurasia», однако Muse через Twitter объявили, что первым синглом выйдет «Uprising».
После релиза на радио, сингл достиг первого места в американском Billboard Hot Alternative Songs чарте, став их шестым синглом в первой десятке этого чарта и первым, покорившим его вершины. В UK Singles Chart сингл достиг девятой позиции, став четвёртым синглом группы в первой десятке синглов этого чарта.

## Клип
Клип, режиссёром которого стал Hydra, вышел на MTV2 17 сентября 2009.
Участники группы Muse едут на грузовике через охваченный беспорядками городок с игрушечными жителями. Беллами разбивает своей гитарой экраны, на которых идут антиреволюционные передачи местного телевидения. В середине клипа появляются мишки-монстры, уничтожающие восставших и весь город. Из всех жителей спасаются на автомобиле лишь участники группы.

## Кавер-версии
21 сентября 2009 года австралийская рок-группа The Veronicas записала кавер на «Uprising» для BBC Radio 1.
В 2023 словенский хор Perpetuum Jazzile выпустил кавер в составе альбома «Smells like...»

## В кино и на телевидении
Песня использовалась в рекламных роликах к фильму «Рыцарь дня» и в рекламе на телеканале Animal Planet.

## Интересные факты
В декабре 2009 года Ватикан, используя сервис Myspace Music, опубликовал список музыкальных композиций, способных «достучаться до сердец благожелательных людей». В этот хит-парад, наряду с Моцартом и диском самого Папы Римского Бенедикта XVI были включены Muse с композицией «Uprising».
На одном из выступлений на итальянском телевидении музыкантов вынудили выступать под фонограмму. На что музыканты решили выразить свой протест, поменявшись перед выступлением инструментами: солист и гитарист Мэттью Беллами сел за ударные, ударник Доминик Ховард встал с бас-гитарой за микрофон, а бас-гитарист Крис Уолстенхолм взял гитару и встал за клавишные. После выступления ударник дал интервью в качестве фронтмена.
Во время съемок никто не заподозрил неладное, и в таком виде передача вышла в эфир.
Отрывок из этой песни звучал на открытии Летних Олимпийских игр в Лондоне (2012).

## Список композиций
Все песни написаны Мэттью Беллами, соавтор «Who Knows Who» Майк Скиннер.
Цифровая дистрибуция
1. «Uprising» — 5:03

7″ винил
1. «Uprising» — 5:03
2. «Who Knows Who» (с Майком Скиннером) — 3:24

CD
1. «Uprising» — 5:03
2. «Uprising» (Does It Offend You, Yeah? remix) — 4:00

muse.mu загрузка
1. «Uprising» (запись выступления в Тинмуте 04.09.09) — 5:37

## Позиции в чартах
| Чарт (2009—2010)                          | Позиция |
| ----------------------------------------- | ------- |
| Австралия                                 | 23      |
| Австрия                                   | 29      |
| Бельгия (Фландрия)                        | 12      |
| Бельгия (Валлония)                        | 6       |
| Германия                                  | 40      |
| Голландия                                 | 22      |
| Дания                                     | 5       |
| Ирландия                                  | 11      |
| Италия                                    | 14      |
| Канада                                    | 28      |
| Новая Зеландия                            | 12      |
| Норвегия                                  | 4       |
| Польша                                    | 1       |
| Финляндия                                 | 8       |
| Франция                                   | 10      |
| Швеция                                    | 13      |
| Швейцария                                 | 8       |
| Япония                                    | 12      |
| США, Billboard Hot 100                    | 37      |
| США, Billboard Rock Songs                 | 2       |
| США, Billboard Alternative Songs          | 1       |
| США, Billboard Hot Mainstream Rock Tracks | 28      |
| США, Billboard Adult Top 40               | 14      |
| Великобритания                            | 9       |
| Европа                                    | 17      |